# Баден-Пауэлл, Олав
Олав Баден-Пауэлл (англ. Olave Baden-Powell; 22 февраля 1889[…], Честерфилд, Дербишир — 25 июня 1977, Брамли, Суррей) — первый официальный лидер гайдовского движения. Жена Роберта Баден-Пауэлла, основателя скаутского движения.

## Биография
Олав была третьим ребёнком и младшей дочерью у своих родителей. Она получила домашнее образование от родителей и нескольких гувернанток дома. Увлекалась спортом на открытом воздухе, играла в теннис и футбол, занималась плаванием, катанием на коньках и каноэ, а также играл на скрипке.
В 1912 году Олав Сен-Клер Соумес на борту парохода «Arcadian», который шёл на Ямайку, познакомилась и позже тайно обручилась с Робертом Баден-Пауэллом, являвшимся мировым лидером скаутского движения. После июньского официального сообщения о помолвке они поженились в октябре того же года. В браке родилось трое детей, один мальчик и две девочки.
Олав полностью втянулась в скаутские дела своего супруга и начала довольно быстро продвигаться по карьерной лестнице. В 1918 году Олав была провозглашена главным гайдом и награждена «Серебряной рыбой» — высшей гайдовской наградой. Большинство «Серебряных Рыб» изготовляли из серебра, однако награда, вручённая Олав, была сделана из золота.
В 1930-х годах супруги Баден-Пауэлл совершили международное путешествие с целью содействия мировому скаутско-гайдовскому движению. В 1933 году они поехали в первый Круиз Дружбы на пароходе «Calgaric», посетив гайдов и скаутов балтийских стран.
В 1941 году Роберт Баден-Пауэлл умер в Кении в возрасте 83 лет. Его жена и девушки-гайды основали мемориальный фонд в его честь.
В 1959 году являлась номинантом на Нобелевскую премию мира.
Леди Олав Баден-Пауэлл умерла в 1977 году в возрасте 88 лет. Её пепел был развеян над могилой мужа в Кении. После смерти Олав был основан ещё один мемориальный фонд, уже её имени. Деньги фонда используются для того, чтобы помогать гайдам, рейнджерам и молодым лидерам в сфере образования. ВАДГДС (Всемирная ассоциация девушек гайдов и девушек скаутов) также установила специальную премию в честь главного гайда, которую назвали Премией Олав. Ежегодно её присуждают отряду рейнджеров, гайдов или брауни со всего мира за выдающиеся заслуги перед обществом.

## Награды
Орден Британской империи степени дамы Большого креста (1932), Британская военная медаль (1919), медаль Серебряного юбилея короля Георга V (1935), коронационная медаль Георга VI (1937), крест Заслуги (Польша, 1933), орден Белой розы Финляндии (Финляндия, 1934), орден Феникса (Греция, 1949), орден Почёта и Заслуг (Гаити, 1951), орден Бернардо О’Хиггинса (Чили, 1959), орден Солнца Перу (Перу, 1959), орден Васко Нуньеса де Бальбоа (Панама, 1959), орден Кедра (Ливан, 1960), орден Священного сокровища (Япония, 1963), орден Дубовой короны (Люксембург, 1965).